# Ben Allal
Pour les articles homonymes, voir Allal.
Ben Allal est une commune  de la wilaya de Aïn Defla en Algérie, située à 9 km à l'ouest de Miliana.

## Géographie
Ben Allal se situe sur un plateau de 600 m d'altitude en moyenne, elle est dominée au nord par le massif du Zaccar.

## Histoire
À l'époque coloniale Ben Allal était nommée Levacher.